# 井頭愛海
井頭 愛海（いがしら まなみ、2001年3月15日 - ）は、日本のファッションモデル、女優。
大阪府堺市出身。オスカープロモーション所属。

## 略歴
小学生の時にミュージカル『アニー』を見てミュージカル女優に憧れるようになる。
2012年、第13回全日本国民的美少女コンテストで審査員特別賞を受賞。同コンテストのファイナリストにより結成されたアイドルグループX21のメンバーとなる。
2013年、『おしん』で映画初出演。
2016年、第88回選抜高等学校野球大会の「センバツ応援イメージキャラクター」に選ばれる。
2016年度下半期の連続テレビ小説『べっぴんさん』で、主人公である坂東すみれの娘・さくら役に起用される。起用理由として坂東すみれを演じる芳根京子と面影が似ていることも挙げられた。
2018年、所属していたアイドルグループ・X21が解散。
2019年2月18日、堀越高等学校を卒業。大学には進学せず女優業に進むことを決意する。同年12月4日、オスカープロモーション恒例の晴れ着撮影会に参加。
2020年公開の映画『鬼ガール!!』では映画初主演を果たした。

## 人物
- 趣味：人間観察[15]。
- 特技：ピアノ、クラシックバレエ、一輪車[16]。また、高校時代から殺陣や技斗の道場に通い、アクション女優を目指している[2]。
- X21でのニックネームは「イガっちゃん」[17]。『ピチレモン』でのニックネームは「マナ」[18]。『LOVE berry』でのニックネームは「まな」[19]。
- 性格としては、流されやすいタイプで天然と言われ、誰とでも仲良くなれるが、最初の頃は引っ込み思案だったかも、と自ら話している[3]。

## 出演

### 映画
- おしん（2013年10月12日、東映） - 八代加代 役[6]
- マイ・フレンドシップ・キルト（2015年12月21日） - 松岡友梨 役[20]
- 鬼ガール!!（2020年10月16日） - 主演・鬼瓦ももか 役[14][21]
- おそ松さん（2022年3月25日、東宝）
- 妖怪シェアハウス -白馬の王子様じゃないん怪-（2022年6月17日、東映） - 笹原小梅 役[22]
- メイヘムガールズ（2022年11月25日、アルバトロス・フィルム） - 大森あかね 役[23]
- BADBOYS -THE MOVIE-（2025年5月30日、東映） - 由本久美 役[24]

### テレビドラマ
- 鴨川食堂（2016年1月10日 - 2月28日、NHK BSプレミアム） - 鴨川こいし（中学時代） 役
- 湊かなえサスペンス 望郷「雲の糸」（2016年9月28日、テレビ東京） - 磯貝亜矢（少女期）役[25]
- 世にも奇妙な物語（フジテレビ）
  - '16秋の特別編「シンクロニシティ」（2016年10月8日） - 川島朱美（高校時代） 役
  - '23夏の特別編「虹」（2023年6月17日） - ヒロイン・川上七美 / 愛美 役[26]
- 連続テレビ小説 べっぴんさん 第15週 - 最終週（2017年1月17日 - 4月1日、NHK） - 坂東（村田）さくら 役[27][8]
- 明日の約束（2017年10月17日 - 12月19日、関西テレビ・フジテレビ） - 田所那美 役[28]
- 大阪環状線 Part3 ひと駅ごとのスマイル（2018年1月17日 - 3月21日、関西テレビ） - 主演・桃 役[29]
- パフェちっく!（2018年7月11日 - 9月12日、フジテレビ） - 小森ちさ 役 ※ウェブドラマと同じ作品
- さくらの親子丼2（2018年12月1日 - 2019年1月26日、東海テレビ） - 古井戸貞子 / 竹園あゆみ 役[30][31][32][33]
- BRIDGE はじまりは1995.1.17神戸（2019年1月15日、関西テレビ） - 高倉もも 役[34]
- 少年寅次郎 第4話・最終話（2019年11月9日・16日、NHK総合） - 坪内夏子 役[35]
  - 少年寅次郎スペシャル（2020年12月21日、NHK総合） - 坪内夏子 役[36]
- 特命おばさん検事! 花村絢乃の事件ファイル スペシャル（2019年12月20日、テレビ東京） - 花村真里 役[37]
- 大岡越前5 第1話（2020年1月10日、NHK BSプレミアム） - 貴代美 役[38]
- ハムラアキラ〜世界で最も不運な探偵〜 第5話 - 最終話（2020年2月21日 - 3月6日、NHK） - 平ミチル 役[39]
- ラーメン大好き小泉さん 二代目!（2020年3月27日、フジテレビ） - 大澤悠 役[40]
  - ラーメン大好き小泉さん 二代目！2022年新春SP（2022年1月8日、フジテレビ） - 大澤悠 役[41]
- だれかに話したくなる山本周五郎日替わりドラマ（NHK BSプレミアム）
  - 「女は同じ物語 前編・後編」（2021年2月18日・19日） - ヒロイン・紀伊 役[42][43]
- だれかに話したくなる山本周五郎日替わりドラマ2[44]
  - 「鳥刺しおくめ」（2022年2月3日） - 主演・おくめ 役[45]
  - 「牡丹花譜 前編・後編」（2022年2月9日・10日） - 主演・奈々 役[46]
- ガールガンレディ（2021年4月7日〈6日深夜〉 - 6月9日〈8日深夜〉、MBS） - 水野千鶴 役[47]
- 結婚できないにはワケがある。（2021年4月18日 - 6月20日、ABC） - 谷村鉄子 役[48]
- ザ・ハイスクール ヒーローズ 第5話・第6話（2021年8月28日・9月4日 、テレビ朝日） - 中真実翔子 役[49]
- サムライカアサン（2021年10月12日 - 12月14日、日本テレビ） - ヒロイン・小川こずえ 役[50]
- 妖怪シェアハウス-帰ってきたん怪-（2022年4月9日 - 6月4日、テレビ朝日） - 笹原小梅 役[22]
- 霊媒探偵・城塚翡翠 第3話（2022年10月30日、日本テレビ） - 蓮見綾子 役[51]
- 17歳の監督〜名古屋行き最終列車大垣編〜（2023年2月12日・19日、メ〜テレ） - 石橋真紀子 役[52]
- 大河ドラマ どうする家康 第9回（2023年3月5日、NHK） - お玉 役[53]
- 波よ聞いてくれ（2023年4月21日 - 6月9日、テレビ朝日） - 箱坂富美 役[54]
- セツナ（2023年8月1日、TOKYO MX） - 恵茉 役[55]
- ほんとにあった怖い話 夏の特別編2023「誰にも貸せない部屋」（2023年8月19日、フジテレビ） - 美咲 役[56][57]
- わたしの一番最悪なともだち（2023年8月21日 - 10月12日、NHK総合） - 石川光莉 役[58]
- ゆりあ先生の赤い糸 第1話（2023年10月19日、テレビ朝日） - 西田沙世 役[59]
- フェルマーの料理（2023年10月20日 - 12月22日、TBS） - 黒崎麗子 役[60]
- 過保護な若旦那様の甘やかし婚（2024年5月24日 - 6月28日、MBS） - ヒロイン・鶴岡依音 役[61]
- おとなりコンプレックス（2025年2月21日 - 3月14日、フジテレビ） - 西久保芙実 役[62]

### ネットドラマ
- パフェちっく! （2018年3月31日 - 6月2日、FOD） - 小森ちさ 役[注 1][63]
- パナソニック Iron short story エピソード7「父を想う娘」篇（2018年5月30日 - ）[63]
- Hulu U35クリエイターズ・チャレンジ「瑠璃とカラス」（2022年2月18日、Hulu） - アヤ 役[64]
- 荒波よ揉んでくれ〜南波瑞穂のAD奮闘記〜（2023年5月20日 - 、TVer） - 箱坂富美 役
- Hulu おとなになっても（2025年4月26日、Hulu） - 大久保綾乃 （高校時代） 役

### 舞台
- ミュージカル『るろうに剣心 京都編』（2022年5月17日 - 6月24日、IHIステージアラウンド東京） - 神谷薫 役[65]
- 混頓 vol.5（2024年11月15日 - 17日、TOKYO FM HALL）[66]
- 舞台『どうせ、恋してしまうんだ。』（2025年2月6日 - 16日〈予定〉、THEATER MILANO-Za / 2月19日 - 25日〈予定〉、COOL JAPAN PARK OSAKA TTホール） - ヒロイン・西野水帆 役[67][68]

### CM・広告
- 第88回選抜高等学校野球大会「センバツ応援イメージキャラクター」（2016年）[7]
- NNコミュニケーションズ インターネット関連事業イメージタレント（2019年12月 - ）[69][70]
- 日枝神社 2020年広報大使[71]
- 河内長野市「鬼でまちおこしアンバサダー」（2020年 - ）[72]
- 年末年始労働災害防止強調期間ポスター イメージタレント（2021年12月 - 2022年1月）[73]
- 新潟県 遅刻するおむすび少女「遅刻する女子高生」篇（2022年1月24日 - ） - サンプル動画[74]
- 靖国神社 2023年広報大使
- 楽天カード 「とある女性のカード術」篇

使い分け・管理都合（2025年6月20日 - ）

### MV
- ヤユヨ「Anthem」（2024年3月11日）[75]

### 雑誌
- なかよし（2014年 - 2016年[76]、講談社）[16]
- ピチレモン（2014年8月号 - 2015年12月号、学研） - 専属モデル[77]
- LOVE berry（2016年1月 - 〈休刊〉、徳間書店） - モデル[19]

### ラジオ
- X21 吉本実憂と井頭愛海の美少女X2（2013年4月7日 - 2016年9月26日、ニッポン放送）

### ラジオドラマ
- FMシアター（NHK-FM）
  - 「砂浜クラブ」（2019年4月13日） - 主演・福田みちる 役[78][79]
  - 「摩耶ぎつね」（2021年2月27日） - 主演・摩耶 役[80]
  - 「とうがきの花ことば」（2022年8月6日） - 土村芳とのW主演・サチコ 役[81]
  - 「ふたりのソナタ」（2024年2月3日） - 美玲 役[82]
  - 「貧乏神と福娘」（2024年5月4日） - 美幸 役[83]
  - 「起業しやぁ｣（2025年1月18日） - 主演・香織  役[84]
- 青春アドベンチャー（NHK-FM）
  - 「ベルリンは晴れているか」（2020年5月18日 - 29日） - 主演・アウグステ・ニッケル 役[85]
  - 「玉麒麟 羽州ぼろ鳶組」（2023年6月5日 - 16日） - 琴音 役[86][87]
  - 「謙信サマは今日も気まぐれ」（2025年5月12日 - 23日） - おまつ 役[88]

### バラエティ
- ワイドナショー（2018年8月26日 - 2019年3月31日、フジテレビ） - ワイドナ高校生として不定期出演

### デジタル写真集
- PROTO STAR 井頭愛海 vol.1（2020年9月25日、JUPIMAR／撮影：細居幸次郎）
- PROTO STAR 井頭愛海 vol.2（2021年1月15日、JUPIMAR／撮影：細居幸次郎）
- resonance 井頭愛海 vol.1（2021年1月29日、JUPIMAR／撮影：石田真澄）
- resonance 井頭愛海 vol.2（2021年6月18日、JUPIMAR／撮影：石田真澄）

## 受賞歴
2012年
- 第13回 全日本国民的美少女コンテスト 審査員特別賞

2021年
- おおさかシネマフェスティバル2021 新人女優賞（『鬼ガール!!』）